# 剣康之
剣 康之（つるぎ やすゆき、6月29日 - ）は日本のイラストレーター、漫画家。埼玉県出身。

## 経歴
1999年（平成11年）頃、イラストレーターデビュー。『Colorful PUREGIRL』（ビブロス）連載の『Home Made Tailor』、『メガフリーク』（FOX出版）表紙イラストなどを経て、ライトノベルのイラストレーターとして人気を博す。

## エピソード
- 二児の父である。
- 伊東岳彦の影響を強く受けている。
- 漫画家の天津冴とは旧知の仲であり、『総理大臣のえる+』の帯にて天津がお祝いのメッセージとイラストを提供した。
- 漫画家の西木史郎とは高校時代の旧友である。
- 猫好きらしい。[要出典]

## 作品一覧

### 挿絵
- 『総理大臣 のえる!』シリーズ（あすか正太/著）
- 『食卓にビールを』シリーズ（小林めぐみ/著）
- 『新六門世界RPGリプレイ』（北沢慶・グループSNE/箸）
- 『りてらりっ 〜深風高校文芸部〜』（鯨晴久/箸）
- 『いけめん彼女』シリーズ（日日日/著）
- 『愛・天地無用! モモノキヲク』（水樹尋/箸）

### 漫画
- 『総理大臣のえる+』（あすか正太/原作。『総理大臣 のえる!』シリーズのコミック版）
- 『魂☆姫』（『月刊コミックラッシュ』に掲載された読切漫画。その後、同誌にて2007年3月号より連載開始）
- 『激突のヘクセンナハト』（川上稔/原作）
- 『異世界のんびり農家』（内藤騎之介/原作。『異世界のんびり農家』シリーズのコミック版）

### 画集
- 『Chromatic Tsurugi Yasuyuki works』
- 『剣康之イラスト作品集』

### TRPG出演
- 『ダークブレイズ イラストレーター・セッション・リプレイ それゆけ!中古車戦車隊』（加藤ヒロノリ・グループSNE/箸）

他、アンソロジーコミックなどのイラスト等多数。

## 同人活動
「学園勇者部」というサークルでコミックマーケットを中心に活動している。